# Bierkade (Alkmaar)
De Bierkade is een kade aan de rand van het centrum van de Nederlandse stad Alkmaar. De kade ligt aan het Noordhollandsch Kanaal.

## Geschiedenis
De naam Bierkade is afkomstig van het geïmporteerde bier dat hier aan land werd gezet. Op deze kade werd eveneens in de Accijnstoren accijns geheven op datzelfde bier. De toren werd in 1622 gebouwd en in 1924 verplaatst om de straat te kunnen verbreden.
In 2009 moest de kademuur vervangen worden wegens bouwvalligheid. Ter hoogte van Bierkade 17 bleek er puin in het kanaal te liggen, dit puin bleek later, onder meer, afkomstig te zijn van de afgebroken Schermerpoort.

## Verkeer en vervoer
Vanaf de Bierkade vertrekt er een pontje naar de overkant van het Noordhollandsch Kanaal aan de Eilandswal, dit veer is alleen toegankelijk voor fiets- en voetgangers. Het Noordhollandsch Kanaal loopt langs de volledige lengte van de Bierkade.
Het wegdek is in 2007 geheel vernieuwd, het is van asfalt met daarin een klinkermotief. Dit motief werd verkregen door in het vers gelegde asfalt matten te drukken.
Achterdam ·
Bierkade · 
Boterstraat · 
Canadaplein · 
Fnidsen ·
Kennemerstraatweg ·
Koningsweg · 
Koorstraat · 
Laat ·
Langestraat · 
Lindegracht ·
Oudegracht ·
Koning Willem-Alexanderlaan ·  
Vermeerstraat